# Medak (distrito)
O distrito de Medak é um distrito do estado indiano de Telanganá. Tem uma área de 9.699 km².
Segundo o censo de 2001, este distrito tinha uma população de 2.662.296 habitantes e uma densidade populacional de 274 habitantes/km².
A sua capital é Sangareddi.